# Estadio Correcaminos
El Estadio Correcaminos es un estadio ubicado en la ciudad de San Francisco Gotera en El Salvador. Es administrado por el Instituto Nacional de los Deportes de El Salvador en calidad de comodato, y era la sede del equipo Club Deportivo Vista Hermosa que perteneciera a la primera división del fútbol Salvadoreño, En la temporada 2011-2012 el equipo terminó en el último lugar de la tabla acumulada (Apertura 2011 y Clausura 2012) por lo que descendió a la Segunda División. A partir del Apertura 2013 pasó a llamarse Club Deportivo Guadalupano con sede en la ciudad de Nueva Guadalupe en el departamento de San Miguel.

## Historia
El monto de su construcción alcanzó los US$ 510 000. El primer juego oficial fue realizado el 6 de abril de 2009 donde los locales enfrentaron al Club Deportivo Juventud Independiente con victoria de 1 a 0, gol marcado por el hondureño Luciano Valerio. La inauguración oficial tuvo lugar el 15 de abril de 2009 en el encuentro donde los locales enfrentaron al Club Deportivo Águila (3:1). 
El club, tras perder el estadio a finales del Torneo Apertura 2010 debido a problemas legales de su propietario, retornó a su antigua sede, el Estadio Luis Amílcar Moreno, pero volvió para la quinta fecha del Torneo Apertura 2011.